# Hirondelle de rivage

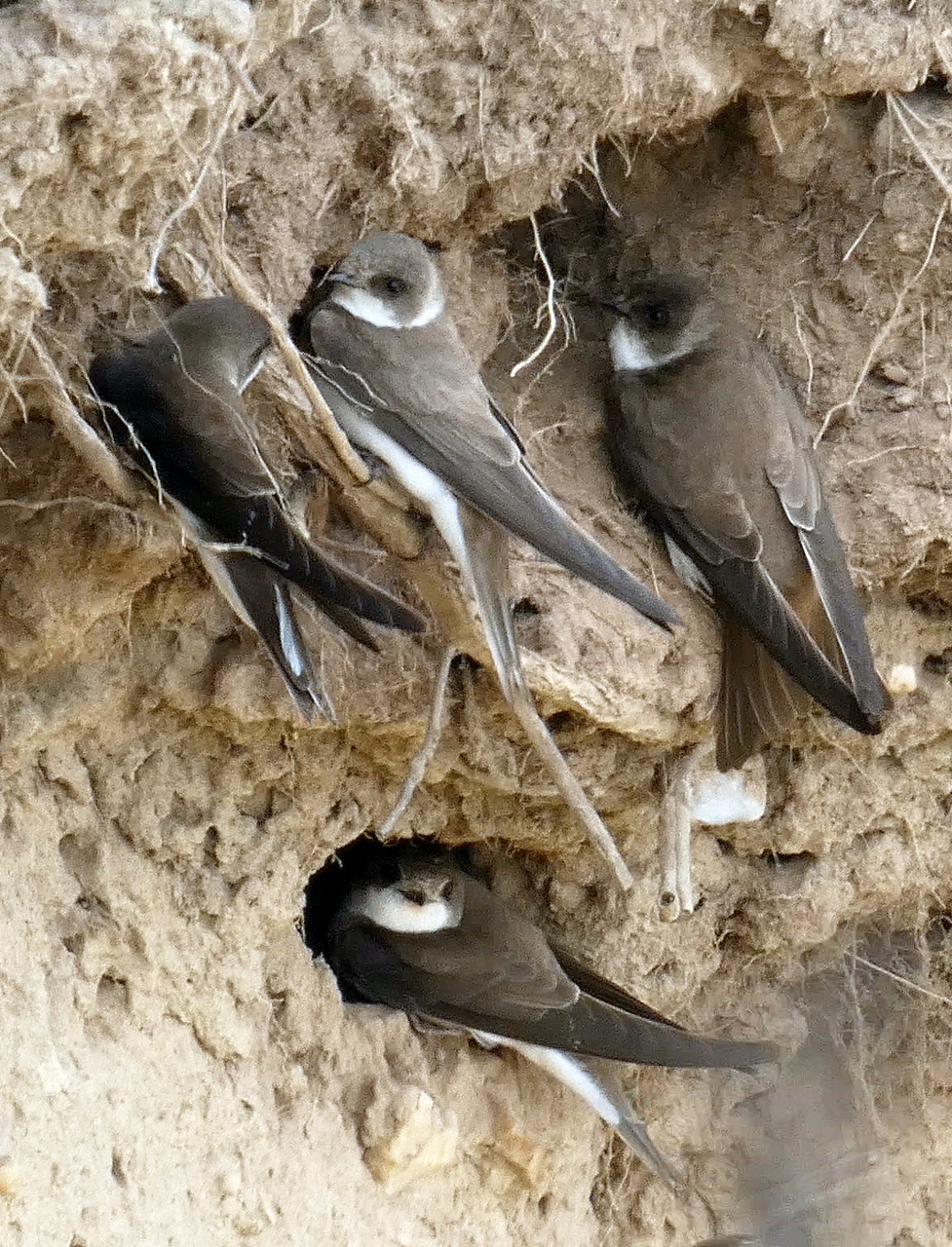
Colonie d'Hirondelles de rivage au bord de la mer en Bretagne.

Riparia riparia
Espèce
Statut de conservation UICN

 LC  : Préoccupation mineure
L'Hirondelle de rivage (Riparia riparia) est une espèce de passereaux migrateurs de la famille des Hirundinidae. C'est la seule espèce d'hirondelles à dos brun.
Parmi ses autres noms: Avíon zapador (Espagnol), tarou, térou, Oeverzwaluw (Néerlandais), Uferschwalbe (Allemand), Topino (Italien), Sand Martin (Anglais), Backsvala (Suédois), Beregovushka (Russe), Lăstun (Roumain).

## Description

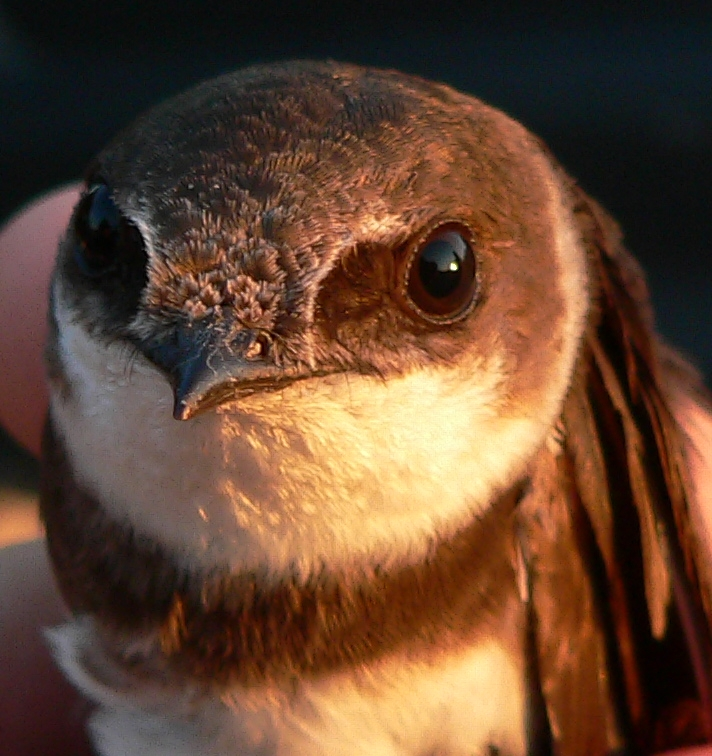
Tête d'hirondelle de rivage.

Elle est plus petite que l'hirondelle rustique, sa queue est courte et peu échancrée. Elle est ornée d'une bande pectorale brun cendré et sa gorge et son ventre sont blancs.
Elle mesure douze centimètres de long pour une envergure de trente centimètres et, comme ses cousines, elle est une virtuose du vol. Sa face ventrale claire et sa face dorsale foncée la rend probablement plus discrète au regard d'éventuels prédateurs.

## Répartition et habitat

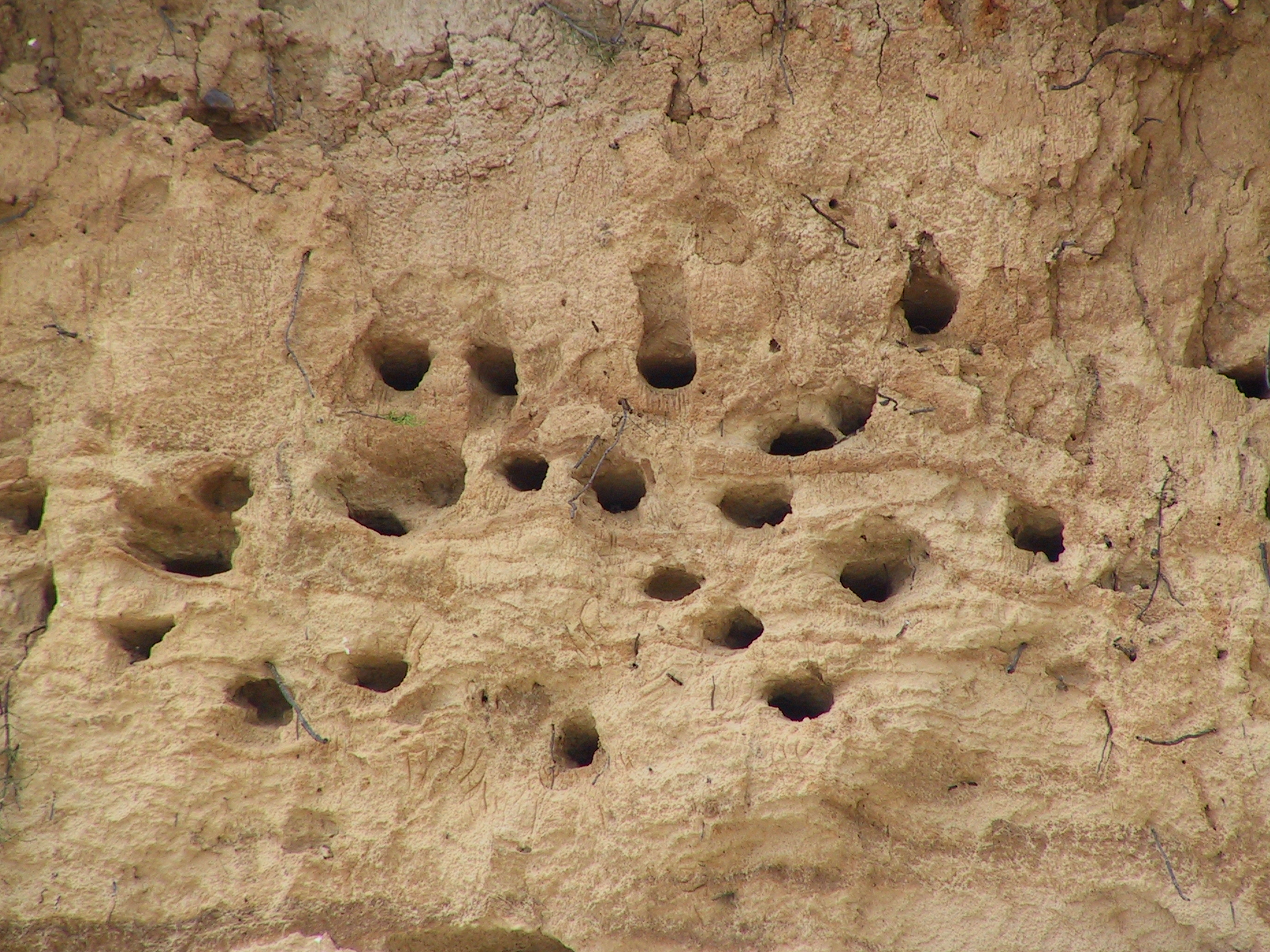
Colonie d'hirondelles de rivage (Riparia riparia) creusée au flanc d'une carrière ou falaise de sable. Chaque nid est aménagé dans une cavité construite au bout d'un tunnel d'environ 60 cm de profondeur.

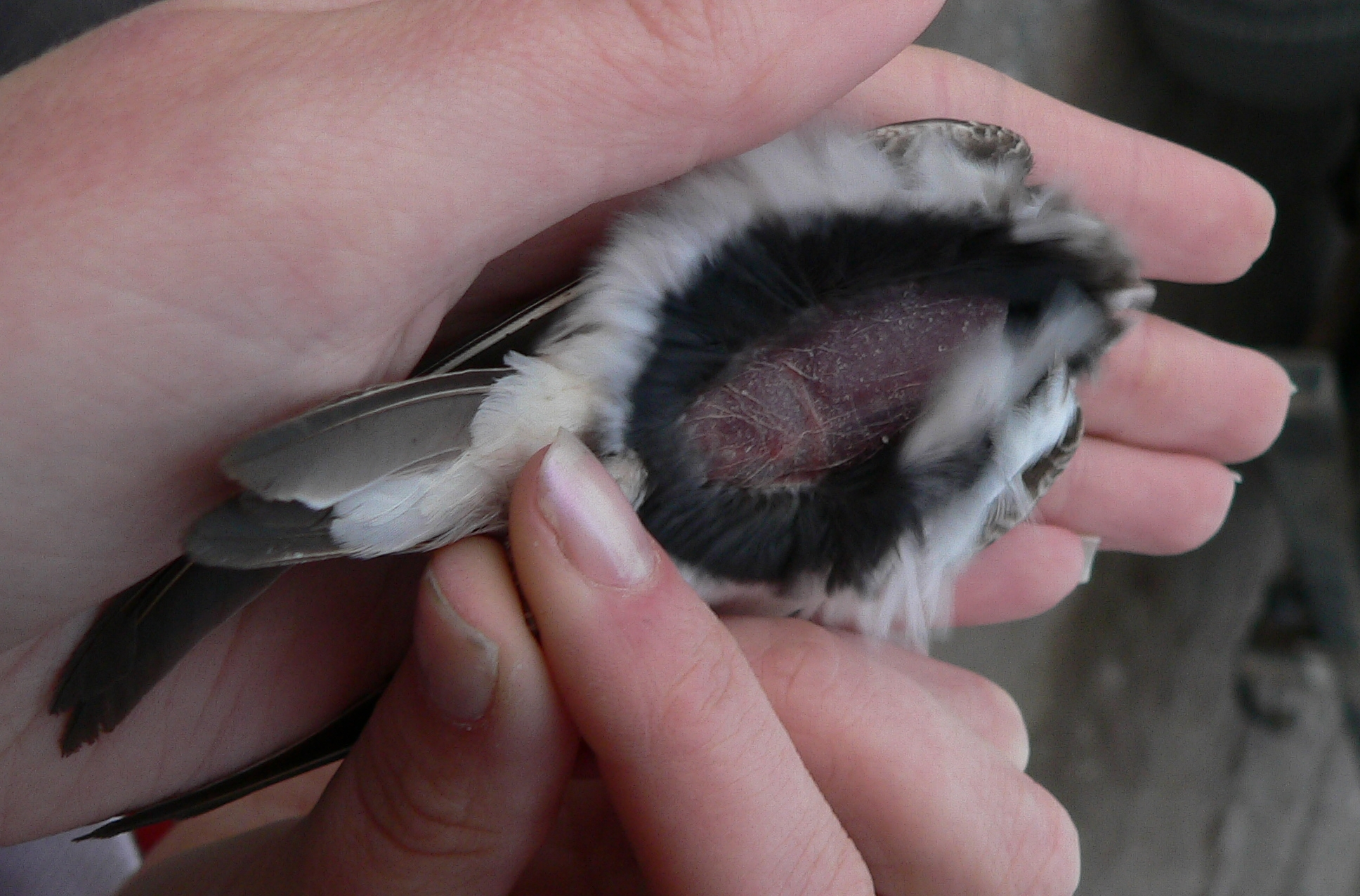
Zone d'incubation sur la face ventrale ; en l'absence de plumes la chaleur se transmet mieux à l'œuf.

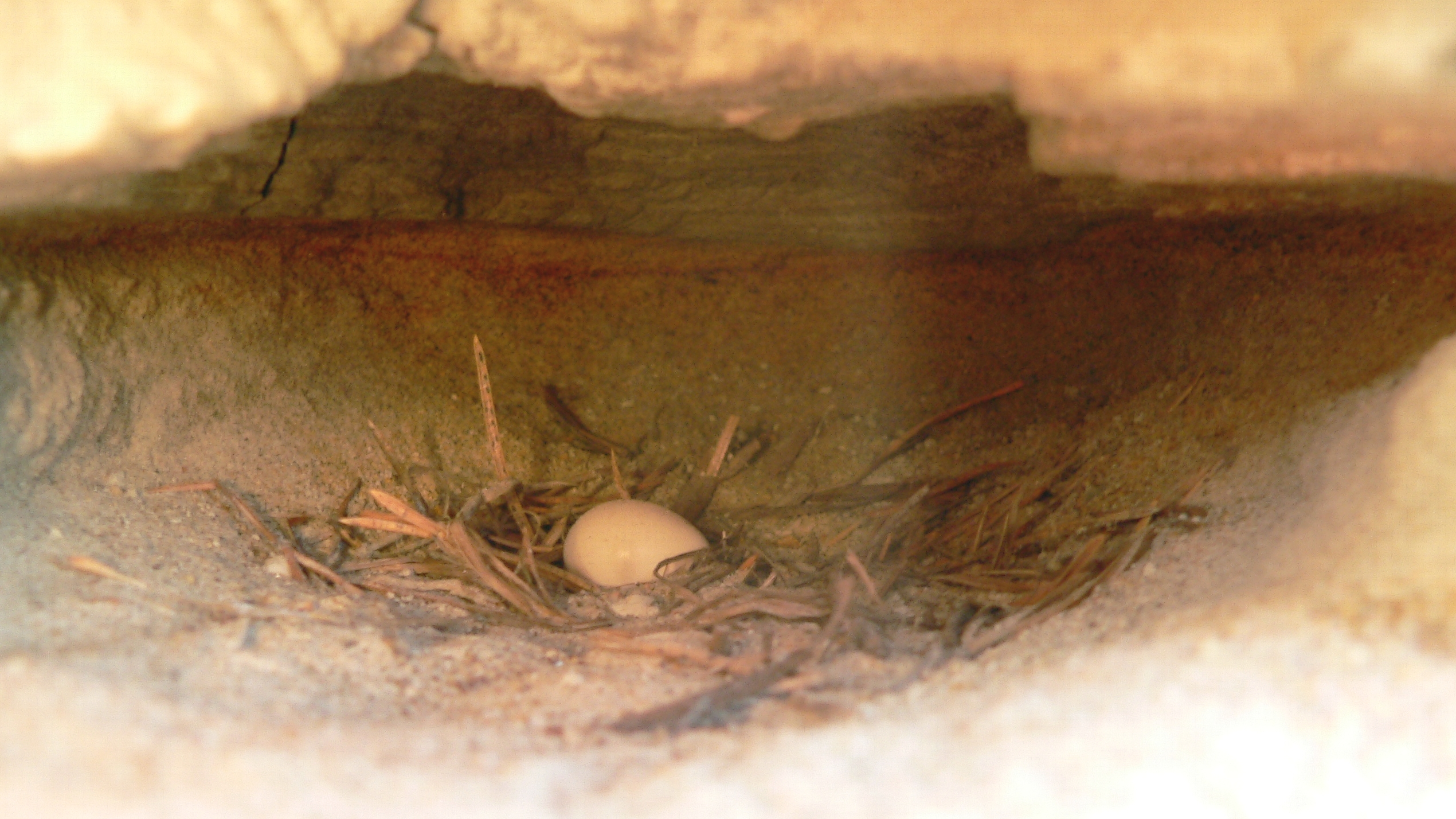
Nid avec œuf. Ce nid est construit dans une salle creusée dans le sable, à laquelle le mâle ou la femelle accèdent par un couloir (terrier) d'environ 50-60 cm de profondeur (si la couche de sable est assez profonde), qu'ils ont également creusé.

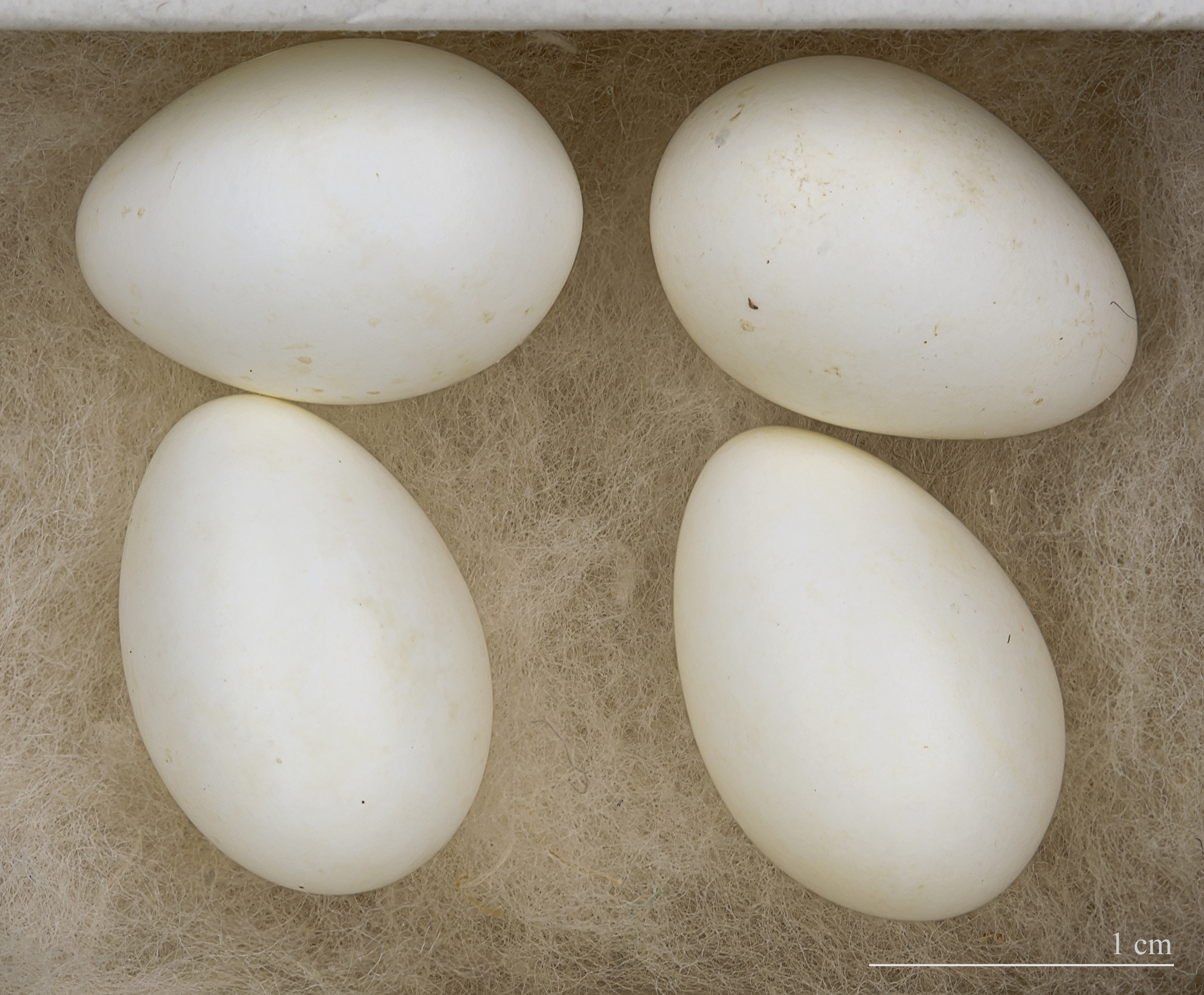
Couvée d'Hirondelle de rivage - Muséum de Toulouse

Son aire de reproduction s'étend à toute l'Europe et aux pays méditerranéens. On la rencontre également en Amérique du Nord ainsi que dans une partie du nord de l'Asie.
Les individus européens hivernent dans le sud et l'est de l'Afrique. Les individus américains hivernent en Amérique du Sud.
Elle est assez rare en Europe, mais ses colonies peuvent atteindre plusieurs centaines, ou milliers de terriers, un grand nombre étant alors inoccupés. En France elle ne fréquente que les deux tiers nord du territoire, en petit nombre, sauf aux alentours de ses colonies.
L'hirondelle pâle, considérée quelquefois comme espèce séparée, Riparia diluta, nidifie dans le nord de l'Inde et le sud-est de la Chine. Elle prend ses quartiers d'hiver au Pakistan et dans le sud de l'Inde.
L'hirondelle de rivage est la première des hirondelles à apparaitre dans les régions de nidification, juste avant sa cousine, l'hirondelle rustique. On la rencontre dès la fin du mois de mars et les dernières migrations vers ses quartiers d'hiver ont lieu dans le courant du mois de septembre.
Comme son nom l'indique, elle niche et chasse généralement à proximité des rivages de mers, lacs, rivières, cordons sablonneux, vasières, étangs, steppes et prairies, ou de carrières de sable. On la retrouve dans les lieux où les dépôts meubles ont été mis au jour par l’action de l’eau ou de l’homme, dont, exceptionnellement, certains talus routiers sablonneux. 

Elle colonise parfois des substrats artificiels. Par exemple, une colonie nichait, dans les années 1990, dans le crassier de cendres de la centrale au charbon de Pont-sur-Sambre dans le nord de la France.

Carte de répartition
Aire de nidification
Voie migratoire
Aire d'hivernage

## Régime alimentaire
Exclusivement d'insectes attrapés en vol, parfois sur le sol ou à la surface de l’eau.

## Reproduction
C'est un des rares oiseaux qui creuse le sol. Elle niche, en colonies de quelques couples à six ou sept cents, dans une chambre qu'elle a creusée au fond d'un terrier de section ronde, en forme de galerie de soixante centimètres à un mètre de long, dans une paroi ou une falaise, généralement de sable ou de terre meuble. La chambre est ainsi maintenue à une température et une hygrométrie presque constantes.
Le nid est généralement fabriqué à partir d'un mélange d'herbes et de plumes, et il peut être utilisé plusieurs années de suite.
Les œufs, au nombre de trois à sept, sont blanc pur et ovales, mesurant dix-huit millimètres environ. Les populations situées plus au sud pondent généralement deux fois par an, les autres une seule fois sauf si la nichée échoue précocement.
L'incubation dure de quatorze à seize jours, et les hirondeaux prennent leur premier envol autour du dix-neuvième jour, pour quitter le voisinage du nid après vingt ou vingt-cinq jours selon les conditions de température.
Les principales causes de mortalité sont : les véhicules hors route, l'exploitation des carrières ou des falaises de sable, et le vandalisme, qui détruisent les sites de nidification. Les collisions avec les voitures, les pesticides, la pollution, les prédateurs et les intempéries sont aussi des causes de mortalité assez fréquentes.
Les principaux prédateurs sont les petits mammifères, quand les terriers leur sont accessibles.
L'espérance de vie moyenne dans la nature est estimée à deux ou trois ans, et la longévité maximale observée en captivité est de huit ans.

## Comportement
Contrairement à ses cousines et aux martinets, cette hirondelle vole près du sol et souvent au ras de l'eau, très rarement en altitude.
- Communication : La communication est visuelle et auditive; à l’automne, les hirondelles de rivage se rassemblent dans les zones humides avec d’autres espèces d’hirondelles. Elles se perchent sur des arbustes en bordure de cours d’eau, juste avant le crépuscule, puis elles exécutent une sorte de ballet aérien constitué de spirales et de boucles, avant de retourner se percher pour la nuit.
- Défense du territoire : elle doit défendre son territoire contre ses semblables lors du choix de l'emplacement de ponte et durant la construction du terrier et du nid. Par contre, une fois la ponte débutée, la paix règne entre les individus.
- La cour s'effectue par le chant et par des poursuites aériennes entre mâles et femelles à proximité des sites de nidification. Avant la copulation, le mâle escorte souvent sa femelle lors de déplacements et chasse d'autres mâles éventuellement entreprenants.
- Lors de la nidification, les deux parents participent à l'aménagement du nid, à la couvaison, et aux soins apportés aux oisillons. Il arrive souvent que dans une même colonie les oiseaux se volent des matériaux de construction lors de l'édification de leur nid.
- Déplacements saisonniers : comme les autres migrateurs, les hirondelles partent vers le sud en hiver, et certaines parcourent plusieurs milliers de kilomètres.